# 武山米店炊飯博物館
武山米店・炊飯博物館（たけやまこめてん・すいはんはくぶつかん）は、宮城県気仙沼市に所在する、炊飯と食に特化した企業博物館。
東日本大震災で一部流失した施設を復元し利用している。学芸員ではなく管理栄養士と栄養士が常駐している。

## 概要
武山米店は1877年（明治10年）に創業し、1900年同地に移転。1915年（大正4年）と1929年（昭和4年）の大火で全焼した。1930年（昭和5年）建造の主屋は2011年（平成23年）に東日本大震災で約3メートルの津波被害に遭い、一部流失したが2018年に復元された。道路側にある2階建の本館（主屋）、海岸側にある蔵、平屋建の新館で構成される。
本館は米穀販売、新館はイベントスペースとして喫茶営業や物品販売がおこなわれ、蔵を博物館として公開している。

## 建築
1930年竣工、2018年復元。以前は奥行に従って幅の狭まる不整形な敷地に主屋と蔵が一直線にならぶ変型平面の町家だった。震災後、区画整理による道路拡張が実施され、以前と同じ並びでの復元は不可能となった。そこで主屋を西側へ15度ずらし、震災前と同位置の蔵と主屋をつなげる新館を増築したことでより不整形な建物になった。主屋の部材を全てばらし、一旦は更地となった場所に再び組み立て直している。
木造2階建、亜鉛メッキ鋼板葺、建築面積115m2。復元後は増築部分含めて222.08m2。
屋根は切妻造の鉄板葺で、正面の垂木を扇形に配する特徴を持つ。2階の腰壁と戸袋は銅板張である。１階は正面一杯を店舗とする。2階の座敷２室は，敷地の制約から台形平面をなし、床の間、土壁、砂壁、円窓を配す。
2005年2月9日、国の登録有形文化財に登録された。
2012年と2014年、ワールド・モニュメント財団の修復・保全が求められる文化遺産への支援を呼びかける「ワールド・モニュメント・ウォッチ」に選定された。
2016年9月、解体工事開始。
2017年6月、復元工事開始。
2018年2月14日、気仙沼市指定有形文化財に指定された。
2018年4月30日、復元完了。

## 常設展示
- 稲の歴史と炊飯方法
- 羽釜、最新炊飯器など炊飯器具
- 流失を免れた明治・大正期の食器類
- 昭和初期〜戦前の広告・カレンダー印刷物
- 稲・米・米飯料理にまつわる所蔵書籍

## 催事
- 米屋のおこわ （毎週火・水・木曜）地元産もち米を使用したおこわと惣菜販売
- かもしか堂 （毎週土曜日）喫茶・洋菓子販売
- リアスウッド （毎週土曜日）地元産木材のテーブルウェア・ステーショナリー実演販売

## 利用情報
- 開館日時 - 平日・土曜・祝日　9:00〜18:00（日曜定休） ※店舗営業時間内であれば炊飯博物館内は見学可能。  ※2階和室一般公開は土曜 10:00〜16:00 のみ。

- 入館料 - 無料

## 交通アクセス
- JR気仙沼線BRT・大船渡線
  - 気仙沼駅より徒歩20分
  - BRT南気仙沼駅より徒歩25分
- 三陸沿岸道路
  - （上り線）気仙沼鹿折ICより車で約5分
  - （下り線）気仙沼港IC、浦島大島ICより車で約7分
- 宮城交通・岩手県交通　
  - 気仙沼市役所前バス停より徒歩5分
  - 魚町1丁目バス停より徒歩0分

## 周辺施設
- 角星 - 国登録有形文化財・気仙沼市指定有形文化財
- 男山本店店舗 - 国登録有形文化財
- 男山本店客座敷 - 国登録有形文化財
- 三事堂ささ木 - 国登録有形文化財
- 小野健商店土蔵 - 国登録有形文化財
- 千田家住宅 - 国登録有形文化財